# Droga krajowa 70
Die Droga krajowa 70 (kurz DK70, pol. für ,Nationalstraße 70‘ bzw. ,Landesstraße 70‘) ist eine Landesstraße in Polen. Sie führt von Łowicz in südöstlicher Richtung über Skierniewice bis Huta Zawadzka und stellt eine Verbindung zwischen der Autobahn A2, der Schnellstraße S8 und der Landesstraße 92 dar. Die Gesamtlänge beträgt 48,1 km.

## Geschichte
Nach der Neuordnung des polnischen Straßennetzes im Jahr 1985 wurde dem heutigen Straßenverlauf die Landesstraße 70 zugeordnet. Daran änderte die Reform der Nummerierung vom 9. Mai 2001 auch nichts. Auf zwei Abschnitten zwischen den Ortschaften Nieborów und Sierakowice Prawe (9,3 km) sowie Wola Pękoszewska und Huta Zawadzka (6,33 km) wurde die Landesstraße bis 2009 komplett modernisiert. Mit dem Bau der Autobahn A2 wurde die Landesstraße zwischen Arkadia und Bełchów auf einer Strecke von 4,75 km auf eine neue Trasse verlegt.

## Wichtige Ortschaften entlang der Strecke
- Łowicz
- Nieborów
- Skierniewice
- Zawady